# Eris bulbosa
Eris bulbosa är en spindelart som först beskrevs av Karsch 1880.  Eris bulbosa ingår i släktet Eris och familjen hoppspindlar. Inga underarter finns listade i Catalogue of Life.